# Biserica „Sfânta Cuvioasă Paraschiva” din Mîrzești
Biserica „Sf. Cuvioasă Paraschiva” este o biserică amplasată în Mîrzești, raionul Orhei, Republica Moldova. Este un monument arhitectural de importanță națională inclus în Registrul monumentelor Republicii Moldova ocrotite de stat cu nr. 1187 (raionul Orhei). Datează din 1916.